# Яковлев, Алексей Иванович
Алексей Иванович Яковлев (18 (30) декабря 1878, Симбирск — 30 июля 1951, Москва) — советский историк, член-корреспондент АН СССР (1929).

## Биография

### Происхождение
Алексей Яковлев родился в 1878 году в Симбирске. Отец — Иван Яковлевич Яковлев (1848—1930), чувашский просветитель, православный миссионер, педагог, организатор народных школ, создатель нового чувашского алфавита и учебников чувашского и русского языков для чувашей, писатель, переводчик, фольклорист. Мать — Екатерина Алексеевна Яковлева (в девичестве Бобровникова) (1861—1936), в 1878—1922 гг. учительница и наставница женского отделения Симбирской чувашской школы.
Окончил Симбирскую классическую гимназию (1896), историко-филологический факультет Московского университета (1900; получил медаль за сочинение «Вопрос о крепостных крестьянах в „Комиссии по составлению нового уложения“»). Ученик Василия Осиповича Ключевского, был оставлен при университете для подготовки к профессорскому званию.

### Преподавательская деятельность
С мая 1906 — приват-доцент Московского университета, также работал помощником библиотекаря Румянцевского музея (ныне Российская государственная библиотека). В 1916 году защитил магистерскую диссертацию «Засечная черта Московского государства в XVII веке», в 1917 — докторскую: «Приказ сбора ратных людей», после чего стал сверхштатным экстраординарным (с 1918 — ординарным) профессором по кафедре русской истории историко-филологического факультета Московского университета.
В 1920 году по просьбе отца Алексей Иванович приехал в Симбирск, где работал в Чувашском институте народного образования (ЧувИНО) в должности профессора истории и заведующего учебной частью. Осенью 1921 года стал ректором Симбирского практического института народного образования (Практино).
Осенью 1922 года отец и сын Яковлевы вернулись в Москву, где Алексей Иванович стал преподавать на Высших литературных курсах университета и вёл исследовательскую работу. В 1922—1930 годах — действительный член института истории Российской ассоциации научно-исследовательских институтов общественных наук (РАНИОН). В 1927—1929 — профессор этнологического факультета Московского университета. В 1924—1930 — заведующий учебной частью, директор библиотеки ВСНХ СССР.

### Арест, ссылка, возвращение в Москву
В августе 1930 года был арестован как участник «заговора академиков» С. Ф. Платонова, Е. В. Тарле и др., осуждён по т. н. академическому делу и отправлен в ссылку в Минусинск. В ссылке работал помощником библиотекаря Мартьяновского музея. В 1933 году А. И. Яковлев был возвращён в Москву со снятием судимости. После возвращения из ссылки работал заведующим Бюро транскрипции географических названий при Картографическом тресте Наркомтяжпрома (1934—1937).

### Научно-исследовательская деятельность
В 1938—1951 являлся старшим научным сотрудником Института истории АН СССР, в 1943—1951 — профессор исторического факультета Московского университета. За книгу «Холопство и холопы в Московском государстве в XVII веке» был удостоен, в 1943 году, Сталинской премии 2-й степени за 1942 год. Эту премию — 100 тыс. руб. — А. И. Яковлев отдал на учреждение в Чувашии (Мариинский Посад) и Мордовии (Атяшевский район) двух приютов для осиротевших детей воинов, павших в Великой Отечественной войне.
Основные труды А. И. Яковлева посвящены социально-экономической, военно-политической истории и общественной мысли в России XVII века. Автор публикаций источников по отечественной истории.

## Семья и личная жизнь
Жена — Ольга Петровна Приклонская (1879—1966). Дети — Иван, Ольга, Наталья.

## Труды
- Яковлев А. И. Наместничьи, губные и земские уставные грамоты Московского государства. — 1909.
- Яковлев А. И. Русская правда. — 1914.
- Яковлев А. И. Засечная черта Московского государства в XVII в. — М., 1916. — 321 с.
- Яковлев А. И. Счетное дело Приказа сбора ратных людей 149—153 /1640—1645 гг. — М., 1916. — 114 с.
- Яковлев А. И. Памятники социально-экономической истории Московского государства XIV—XVII вв. — 1929.
- Яковлев А. И. Новгородские записные кабальные книги. — 1938.
- Яковлев А. И. Акты хозяйства боярина Морозова. Часть 1. — 1940.
- Яковлев А. И. Акты хозяйства боярина Морозова. Часть 2. — 1945.
- Яковлев А. И. Холопство и холопы в Московском государстве XVII в. По архивным документам холопьего и посольского приказов, оружейной палаты и разряда. — Том 1[7]. — М., 1943. — 562 с.

## Награды и премии
- орден Трудового Красного Знамени (10 июня 1945)
- Сталинская премия II степени (22 марта 1943) — за научный труд «Холопство и холопы в Московском государстве в XVII в.», законченный в 1942 году